# Sacello di San Giovanni Nepomuceno
Il’Sacello di San Giovanni Nepomuceno è un luogo di culto cattolico in Monteforte d'Alpone; fa parte del vicariato dell'Est Veronese, precisamente dell'Unità Pastorale Soave - Monteforte.

## Storia
Il culto dei montefortiani verso San Giovanni Nepomuceno è attestato già nel 1634, quando il presbitero ceco doveva ancora essere canonizzato. Probabilmente nei pressi del ponte sull’Alpone sorgeva una nicchia o un sacello con la sua immagine, visto il suo patronato contro le alluvioni.
Nel 1731 il Vescovo di Verona Francesco Trevisan, a proprie spese, fece costruire un nuovo ponte sull’Alpone in mattoni a schiena d’asino, con lapide con stemma collocata sul manufatto ed oggi posizionata nel Palazzo Vescovile di Monteforte. Sul ponte ricostruito fu edificato un sacello a San Giovanni Nepomuceno, come si apprende da un documento del 1742.
Sulla mappa del catasto napoleonico del 1813 il sacello si trova nella posizione attuale, sulla destra del torrente.
Nella seconda metà del XIX secolo il ponte in mattoni fu abbattuto in favore di un ponte in ferro progettato dall’ingegnere municipale Giovanni Venturi, inaugurato nel 1884. Dal vecchio ponte proviene la parasta, murata sull’angolo del luogo di culto, e la lapide che ricorda come nell’estate 1866 durante la Terza Guerra d’Indipendenza l’Alpone funse da linea di armistizio tra gli eserciti italiano e austro-ungarico, oggi sul fianco rivolto verso il torrente.
Nel 1928 il Vescovo di Verona Girolamo Cardinale concesse cinquanta giorni di indulgenza per chi facesse atto d’ossequio o una breve preghiera di fronte all’immagine contenuta nel sacello, come riportato sul piedistallo.
Nel 2008 gli abitanti della contrada vollero far restaurare il luogo di culto e la statua da Andrea Ciresola, rifacendone il pavimento e installando un nuovo cancello in ferro, inaugurando il tutto nella domenica 22 settembre di quell’anno.

## Descrizione

### La facciata
L’aspetto della facciata è del XVIII secolo, con portale con arco a tutto sesto sovrastato da una lapide che ricorda la dedica dell’edificio al santo ceco e i restauri avvenuti nel 1927 e nel 2008. Da notare anche la finestra sagomata rivolta verso l’Alpone.

### L’interno
La piccola aula contiene la statua risalente al Settecento di San Giovanni Nepomuceno, in vesti sacerdotale, con il dito della mano destra alzato per invitare al silenzio e che tiene un Crocifisso nella sinistra. L’opera è attribuita allo scultore Michelangelo Speranza, autore di una statua dello stesso santo in origine collocata sul Ponte Nuovo a Verona, poi spostata nella chiesa di San Tomaso Cantuariense.
Il basamento della statua, in marmo, fu aggiunto nel 1928.
Ai lati del piedistallo della statua sono presenti due angeli seduti.